# Leptogium scrobiculatum
Leptogium scrobiculatum är en lavart som beskrevs av P. M. Jørg. Leptogium scrobiculatum ingår i släktet Leptogium och familjen Collemataceae.   Inga underarter finns listade i Catalogue of Life.